# Oumoua
Oumoua est situé dans la région du nord du Cameroun au sein du département de la Bénoué (chef-lieu Garoua). il est l’un des 61 villages de la commune de Pitoa. 

## Climat
A l’instar de sa commune, Oumoua bénéficie d'un climat du type Soudano-Sahélien, caractérisé par une saison sèche qui dure 6 mois et une saison de pluies allant de Mai à octobre avec de grandes irrégularités.

## Ressources naturelles
Oumoua est situé sur une zone de polyculture.

## Populations
Les données issues du Plan Communal de Développement (Mai 2015) de la commune de Pitoa, fait état d’une population de 1 018 habitants au sein du village d’Oumoua (soit près de  0,87% de la population de la commune), composée majoritairement de d’hommes et de femmes (369 hommes et 385 femmes contre 118 jeunes de moins de 16 ans et 146 enfants de moins de 5 ans).

## Agriculture
Tous les villages de la commune de Pitoa font face à une baisse de la compétitivité agricole. Pour résoudre ce problème, le Plan Communal de Développement (Mai 2015) prévoit entre autres d'appuyer les organisations paysannes du village en équipements (05 charettes et 02 motopompes).

## Élevage
L’activité d’élevage à Oumoua est à l’image de celle de l’agriculture, marquée par une faiblesse de production animale et halieutique. 

## Commerce
Les commerçants du village d’Oumoua font face à des difficultés de commercialisation de leurs différents produits.

## Projets sociaux prioritaires
Le Plan Communal de Développement (Mai 2015) de la commune de Pitoa a identifié cinq (05) projets primordiaux pour le développement social d’Oumoua. Le classement de ces projets se présente comme suit :
- Appuyer la communauté de Oumoua à la  construction de 03 blocs de 02 salles de classe
- construire  03 forages à Oumoua
- Reprofiler la piste Badjengo – OUMOUA (3 km) et aménagement latéraux
- Electrifier  le  village Oumoua à la plaque solaire
- Affecter  02 enseignants à l'EP  de Oumoua

## Projets économiques prioritaires
Sur le plan du développement économique de Oumoua, le Plan Communal de Développement (Mai 2015) de la commune de Pitoa mise sur les actions suivantes :
- appuyer la communauté de Oumoua à l'acquisition d’un moulin
- Appuyer  03 organisations Paysannes  en matériel de collecte et de labour (charrue, charrette…) et de  motopompes
- Appuyer l'association des jeunes de Oumoua à la création d’une pépinière villageoise.